# 俄罗斯共产主义青年联盟

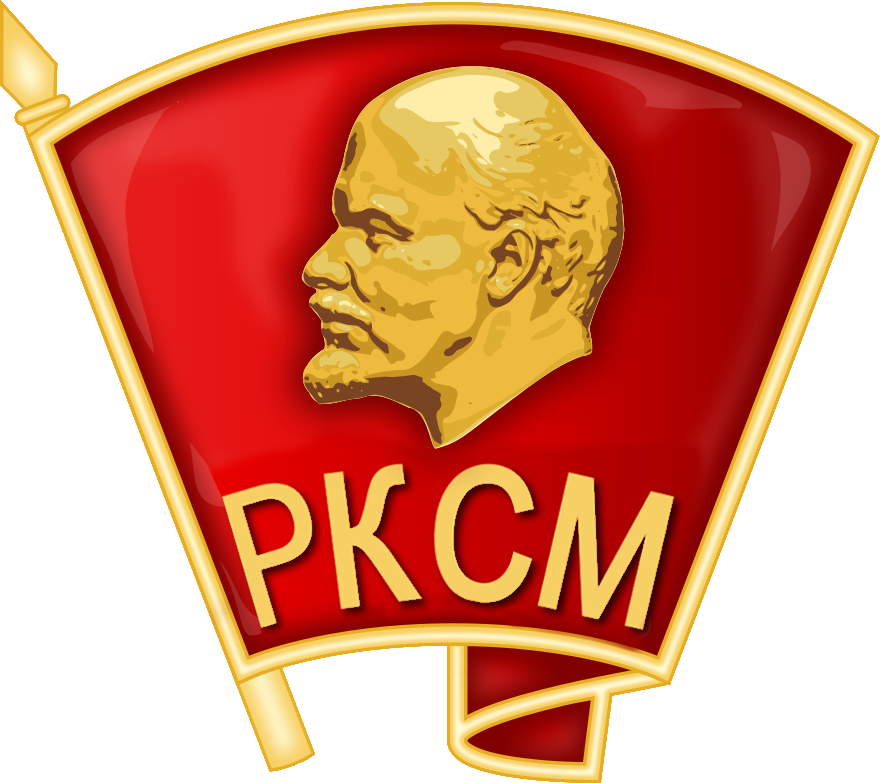
俄罗斯共产主义青年联盟标志

俄罗斯共产主义青年联盟（俄语：Российский коммунистический союз молодёжи，羅馬化：Rossiyskiy kommunisticheskiy soyuz molodozhi，缩写为，RKSM）是俄罗斯的一个全国性独立青年组织，成立于1993年，旨在恢复在俄罗斯的共青团活动。该组织奉行共产主义、马克思列宁主义和斯大林主义。该组织是世界民主青年联盟的成员。